# Orto Botanico Friulano
El Jardín Botánico Friulano en italiano : Orto Botanico Friulano es un jardín botánico dependiente de la comunidad de Údine. Su código de identificación internacional como institución botánica es UDINE.

## Localización
Se encuentra cerca del « Istituto Tecnico per Geometri »  en Viale Leonardo da Vinci, o Via Urbanis, Údine, Friul-Venecia Julia, Italia. 
Está abierto a diario durante los meses cálidos, y las mañanas solamente durante los días de la semana fuera de estación.
Se cobra una tarifa en su entrada.

## Historia
El jardín fue creado en 1951 y contiene numerosas plantas maduras de interés botánico.   

## Colecciones
El jardín botánico contiene unas colecciones interesantes :
- Colección de iris con 150 ejemplares procedentes de todo el mundo.
- Plantas de la región del Friul.
- Plantas de la familia Ericaceae
- Colección de helechos
- Invernaderos, con suculentas, plantas de zonas áridas , y de desiertos, árboles tropicales.
- Platanus orientalis.
- « Museo Friulano di Storia Natural » que contiene un herbario con unos 100,000 especímenes y archivo.